# 聚丙烯酰胺

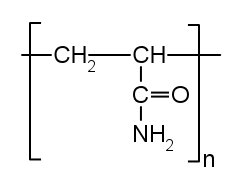
聚丙烯酰胺

聚丙烯酰胺（polyacrylamide，可縮寫為PAM或PAAM），化学式-[CH2CH]nCONH2-，是由丙烯酰胺單體聚合而成的聚合物。 丙烯酰胺需要用良好藥品實驗研究規範（Good Laboratory Practices, GLP）處理以避免毒性。 聚丙烯酰胺本身不是有毒的，而且須在非常高的溫度下經過一段長的時間才會非常少量分解還原為丙烯酰胺單體（AAG），所以在人體不會分解還原為AAG。至於丙烯酰胺單體是種神經毒素（neurotoxin）， 因此建議需要小心處理。 此醫療器材為高吸水性物質,產生膠狀物質可應用於聚丙烯酰胺凝膠電泳製造隱形眼鏡、化妝品及個人用品。它也會被用作為濃化劑和懸浮劑。
最近, 它已作為一種面部真皮美容手術填充物（詳見Aquamid）。
它也被孟山都公司在1950年稱為krilium做為土壤改良劑及現今的"MP"、標榜為"獨一無二制定聚丙烯酰胺(水溶性聚丙烯酰胺)"。 陰離子型聚丙烯醘胺經常被用作為對耕地土壤改良劑及地盤侵蝕控制。 
離子性物質如鹽會使聚丙烯酰胺釋放其吸收物質。
聚丙烯酰胺分类：非离子型（NPAM）、阳离子型（CPAM）、阴离子型（APAM）和双离子型（Amphionic PAM）。
聚丙烯酰胺应用：
1. 聚丙烯酰胺是丙烯酰胺均聚物或与其他单体共聚的聚合物统称，聚丙烯酰胺（PAM）是水溶性高分子中应用最广泛的品种之一。
2. 聚丙烯酰胺普遍应用于石油开采、造纸、水处理、纺织、医药、农业等行业。据统计，全球聚丙烯酰胺（PAM）的总产量中的37%用于废水处理，27%用于石油工业，18%用于造纸工业。
3. 聚丙烯酰胺具有良好的热稳定性，易溶于冷水，其水溶液的黏度与浓度近似于对数关系（即直线关系），高相对分子质量及超高相对分子质量（大于2000×10）的聚丙烯酰胺（PAM）具有很高的黏度，其水溶液对电解质有很好的容忍性。

聚丙烯酰胺作用原理：
聚丙烯酰胺分子链很长，使其能再两个粒子之间的架桥，加速粒子的沉降，是很好的絮凝剂。
工业上聚丙烯酰胺及其衍生物由丙烯酰胺自由基聚合制造，聚合方法按单体在介质中的分散状态，分为本体聚合、溶液聚合、悬浮聚合和乳液聚合。
按单体和聚合物的溶解状态分为均相聚合和非均相聚合。聚丙烯酰胺产品有三大剂型：水溶液胶体、粉状和乳液。
聚丙烯酰胺由丙烯酰胺聚合而成，其分子主链上带有大量侧基——酰胺基，酰胺基的化学活性很高，可与多种化合物反应产生许多聚丙烯酰胺衍生物。
酰胺基能与多种特定的化合物形成很强的氢键，因此它不仅有絮凝性、增稠性、表面活性等性能，而且还可以通过它的酰胺基水解转化为含有羧基的聚合物，成为阴离子型聚丙烯酰胺，聚丙烯酰胺与甲醛反应生成的羟甲基化聚丙烯酰胺，是重要的交联单体。

## 外部連結
- Scifun Wisc.edu
- How Stuff Works （页面存档备份，存于）
- How Stuff Works （页面存档备份，存于）